# Feria de Cholula
La Feria de Puebla es un festival celebrado cada año en el municipio de San Pedro Cholula perteneciente al estado de Puebla. Cada año la celebración es encabezada por el presidente municipal quien se encarga de cortar el listón de inauguración. Esta feria transcurre desde los primeros días de septiembre hasta mediados del mismo mes. El evento central de la feria ocurre el 8 de septiembre, día  de Nuestra Señora de los Remedios. La feria consta con numerosas celebraciones religiosas que son testimonio de la herencia indígena y colonial, colocando a la región como un importante centro turístico, en el municipio se localiza la pirámide de Cholula, que es la más grande del mundo (450 metros de cada lado) aunque solo una pequeña sección está expuesta, es el vivo ejemplo del choque entre las culturas indígena y española. Muestra de ello es la Iglesia de Nuestra Señora de los Remedios construida entre 1574 y 1575 en la cima del cerro formado artificialmente con la intención de ocultar la pirámide.

## Historia
Los cholultecas veneraban a Quetzalcóatl (dios de los comerciantes y mercaderes) y a Chiconauhquiáuhitl (dios de las nueve lluvias). Los frailes franciscanos gradualmente substituyeron las fiestas en honor a estas dos deidades por las fiestas en honor a Nuestra Señora de los Remedios, por medio de la construcción del santuario a la Virgen en la cima de la Gran Pirámide y el establecimiento de su fiesta el mismo día que la de las deidades indígenas, el 8 de septiembre.

## Cultura y Tradición
En esta feria, los visitantes disfrutan de la gastronomía local, las artesanías y de otros aspectos que hacen de esta feria una de las más concurridas que se organizan en la región. Una de las tradiciones de esta feria es “el trueque” (intercambio de bienes) donde, el dinero pasa a segundo plano y la tradición del comerció prehispánico se impone. Entre los productos naturales y alimenticios que se comercian ahí están los charales blancos, las carpas, los quesos de Chiautla, las hierbas de olor y medicinales, las resinas, los acocotes, las vainas, el azafrán, los cacahuates y nueces y las frutas de lugares aledaños como San Martín Texmelucan, Huejotzingo y Zacatlán, además de diversos productos artesanales y decorativos como petates, mecapales, chiquihuites de vara, canastas, ollas de barro y utensilios de madera.